# Calasesia coccinea
Calasesia coccinea är en fjärilsart som beskrevs av William Beutenmüller 1898. Calasesia coccinea ingår i släktet Calasesia och familjen glasvingar. Inga underarter finns listade i Catalogue of Life.